# Нор-Па дьо Кале
Север-Па дьо Кале (на френски: Nord-Pas de Calais) е регион в Северна Франция до 2016 година, когато е присъединен към новия регион О дьо Франс. Той включва френската част от Фландрия и е един от най-гъсто населените и индустриализирани в страната. Граничи със Северно море на северозапад, с Белгия на североизток и с регион Пикардия на юг. Столица е град Лил.